# Solenopsis clytemnestra
Solenopsis clytemnestra é uma espécie de formiga do gênero Solenopsis, pertencente à subfamília Myrmicinae.